# Roy Hargrove
Roy Anthony Hargrove (Waco, Texas; 16 de octubre de 1969-Nueva York; 2 de noviembre de 2018) fue un trompetista de jazz estadounidense.

## Carrera
Estudió en la escuela Booker T. Washington High School for the Performing and Visual Arts, en Dallas. Durante su estancia en esta escuela, tuvo la oportunidad de escuchar a David "Fathead" Newman, quien tocaba para la Ray Charles Band. Newman se convertiría en una de sus influencias musicales más destacadas y principales para moldear su estilo. En 1987 encontró a su mentor, Wynton Marsalis. Cuando Marsalis visitó su escuela quedó impresionado del talento que Roy tenía, así que rápidamente le propuso darle clases particulares. También lo recomendó al productor y mánager Larry Clothier, y el resultado fue que Hargrove tuvo la oportunidad de viajar a Nueva York, y después a Japón y a Europa.
Aunque su sonido es fácilmente reconocible y original, también recibió influencias de Freddie Hubbard, Fats Navarro, Miles Davis, Lee Morgan y Clifford Brown.
Entre 1988 y 1989, estudió en el Berklee College of Music de Boston, pero era más fácil encontrarlo en jam sessions de Nueva York, por lo que finalmente se trasladó a The New School, en esta ciudad. Realizó su primera grabación en Nueva York con el saxofonista Bobby Watson. Poco tiempo después participó en una grabación con Superblue, Watson, Mulgrew Miller y Kenny Washington. En 1990 lanzó su primer álbum en solitario, Diamond in the Rough, de la discográfica Novus/RCA, para la que grabaría sus cuatro siguientes trabajos.
Posteriormente firmó un contrato con Verve Records, lo que le dio la oportunidad de trabajar con algunos de los saxofonistas tenores más destacados del momento en With the Tenors of Our Time, que incluía a Joe Henderson, Stanley Turrentine, Johnny Griffin, Joshua Redman y Branford Marsalis. En 1993, por encargo de la Lincoln Center Jazz Orchestra, escribió The Love Suite: In Mahogany.
En 1996, la banda de Hargrove actuó en el Festival de Jazz de La Habana, donde conoce al pianista cubano Chucho Valdés, y queda fascinado por el gran talento de los artistas cubanos. Forma Crisol, de línea latina con músicos como El Negro, Changuito, junto con artistas afroamericanos como Gary Bartz, Rusell Malone y Frank Lacy. Con Crisol registra un álbum en directo del concierto en Orvieto, Italia, que titula 'Habana' (1997), el cual logra un gran éxito y gana un Premio Grammy en febrero de 1998. Destacó su participación en el disco de D'angelo Voodoo, lanzado en el comienzo del año 2000. 
A principios de los años 2000 formó el grupo The RH Factor, que combinaba elementos de jazz, funk, hip-hop, soul y gospel.
En 2006 editó Nothing Serious (Verve) con su quinteto, un feliz regreso a sus orígenes post-bop que culminó con la publicación de Ear Food (Emarcy, 2008), un disco donde el trompetista brilla en un estilo mainstream excelentemente ejecutado, con acercamiento a los ritmos funk de los RH Factor incluidos.
Trabajó con un gran número de músicos, entre los que se encuentran Herbie Hancock, Sonny Rollins, Michael Brecker, Jackie McLean, Slide Hampton, Natalie Cole, Diana Krall, Abbey Lincoln, Diana Ross, Steve Tyrell, Kenny Rankin, John Mayer, Rhian Benson, Carmen McRae, Shirley Horn, Jimmy Smith, Danny Gatton, Method Man, Common, Erykah Badu, D'Angelo y Gilles Peterson.

## Fallecimiento
Hargrove murió de un ataque cardíaco el 2 de noviembre de 2018, después de haber sido ingresado en el hospital por un problema renal (se sabía que había estado recibiendo diálisis durante varios años). Tenía 49 años.

## Discografía

### Intérprete principal
- Roy Hargrove Big Band, "Emergence" (Emarcy, 2009)
- The Roy Hargrove Quintet, Ear Food (Emarcy, 2008)
- Nothing Serious (Verve, 2006)
- Moment to Moment (Verve, 2000)
- Crisol: Habana (Verve, 1997)
- Parker's Mood (Verve, 1995) [Trío con Christian McBride (Bajo), y Stephen Scott (Piano)]
- Family (Verve, 1995)
- With the Tenors of Our Time (Verve, 1994)
- Approaching Standards (Jive/Novus, 1994)
- Of Kindred Souls (Live) (Novus, 1993)
- The Vibe (Novus, 1992)
- Toyko Sessions (Novus, 1991)
- Public Eye (Novus, 1990)
- Diamond in the Rough (Novus, 1989)

### Combos
- The RH Factor, Distractions (Verve, 2006)
- The RH Factor, Strength [EP] (Verve, 2004)
- The RH Factor - Hard groove (Verve, 2003)
- The RH Factor, Hard Groove (Verve, 2003)
- Various Artists, It Runs In The Family (Verve, 2002)
- Jazz Networks – Blues 'N Ballads (BMG, 1993)
- Jazz Networks – Beauty And The Beast (BMG, 1992)
- Jazz Futures – Live in concert (Novus, 1991)

### Como acompañante
- 1988: Bobby Watson & Horizon – No Question About It
- 1988: Superblue – Superblue (Blue Note)
- 1989 Manhattan Projects – Dreamboat
- 1989: Carl Allen & Manhattan Projects – Piccadilly Square
- 1989: Ricky Ford – Hard Groovin' (Muse)
- 1990: Ralph Moore – Furthermore
- 1991: Antonio Hart – For the First Time
- 1991: Charles Fambrough – The Proper Angle
- 1991: Sonny Rollins – Here's to the People (Milestone), en "I Wish I Knew" and "Young Roy"
- 1992: Jackie McLean – Rhythm of the Earth
- 1992: Danny Gatton, Joshua Redman, Bobby Watson, Franck Amsallem, Charles Fambrough, Yuron Israel – New York Stories (Blue Note)
- 1993: Bob Thiele Collective – Lion Hearted
- 1993: Steve Coleman – The Tao of Mad Phat (Novus)
- 1994: David Sánchez – Sketches of Dreams
- 1994: Johnny Griffin – Chicago-New York-Paris
- 1994: Marc Cary – Cary On
- 1994: Rodney Kendrick – The Secrets of Rodney Kendrick
- 1995: Shirley Horn – The Main Ingredient (Verve)
- 1995: Christian McBride – Gettin' to It
- 1995: Jimmy Smith – Damn!
- 1996: Jimmy Smith – Angel Eyes: Ballads & Slow Jams
- 1996: Cedar Walton – Composer (Astor Place)
- 1996: Oscar Peterson – Meets Roy Hargrove and Ralph Moore (Telarc), con Ralph Moore, Niels-Henning Ørsted Pedersen y Lewis Nash
- 2000: Ray Brown Trío – Some of My Best Friends Are... The Trumpet Players (Telarc)
- 2000: Erykah Badu – Mama's Gun
- 2000: D'Angelo – Voodoo
- 2000: Common – Like Water for Chocolate
- 2001: Roy Haynes – Birds of a Feather: A Tribute to Charlie Parker
- 2002: Natalie Cole – Ask A Woman Who Knows "I'm Glad There Is You" (Verve)
- 2003: Erykah Badu – Worldwide Underground
- 2003: Shirley Horn – May the Music Never End (Verve)
- 2006: Anke Helfrich – Better Times Ahead
- 2006: John Mayer – Continuum
- 2006: Steve Davis – Update
- 2007: Jimmy Cobb Quartet – Cobb's Corner
- 2007: Randal Corsen – Armonia
- 2008: John Beasley – Letter to Herbie
- 2008: Johnny Griffin – Live At Ronnie Scott's
- 2008: Roy Assaf & Eddy Khaimovich Quartet – Andarta (Origin)
- 2009: Jimmy Cobb Quartet – Jazz in the Key of Blue, con Russell Malone (guitarra) y John Webber (bajo)
- 2010: Marcus Miller con La Orchestre Philharmonique de Monte Carlo – A Night in Monte Carlo (Dreyfus/Concord Jazz), con Raúl Midón
- 2010: Angelique Kidjo – Õÿö, on "Samba pa ti" only
- 2011: Cyrille Aimée – Cyrille Aimée & Friends (Live at Smalls)
- 2011: Roy Haynes – Roy-Alty
- 2011: Stan Killian – Unified
- 2014: D'Angelo – Black Messiah
- 2015: Ameen Saleem – The Grove Lab
- 2016: The 1975 – If I Believe You
- 2017: Johnny O'Neal – In The Moment
- 2018: The 1975 – Sincerity is Scary
- 2019: The 1975 – Frail State of Mind

## Galería

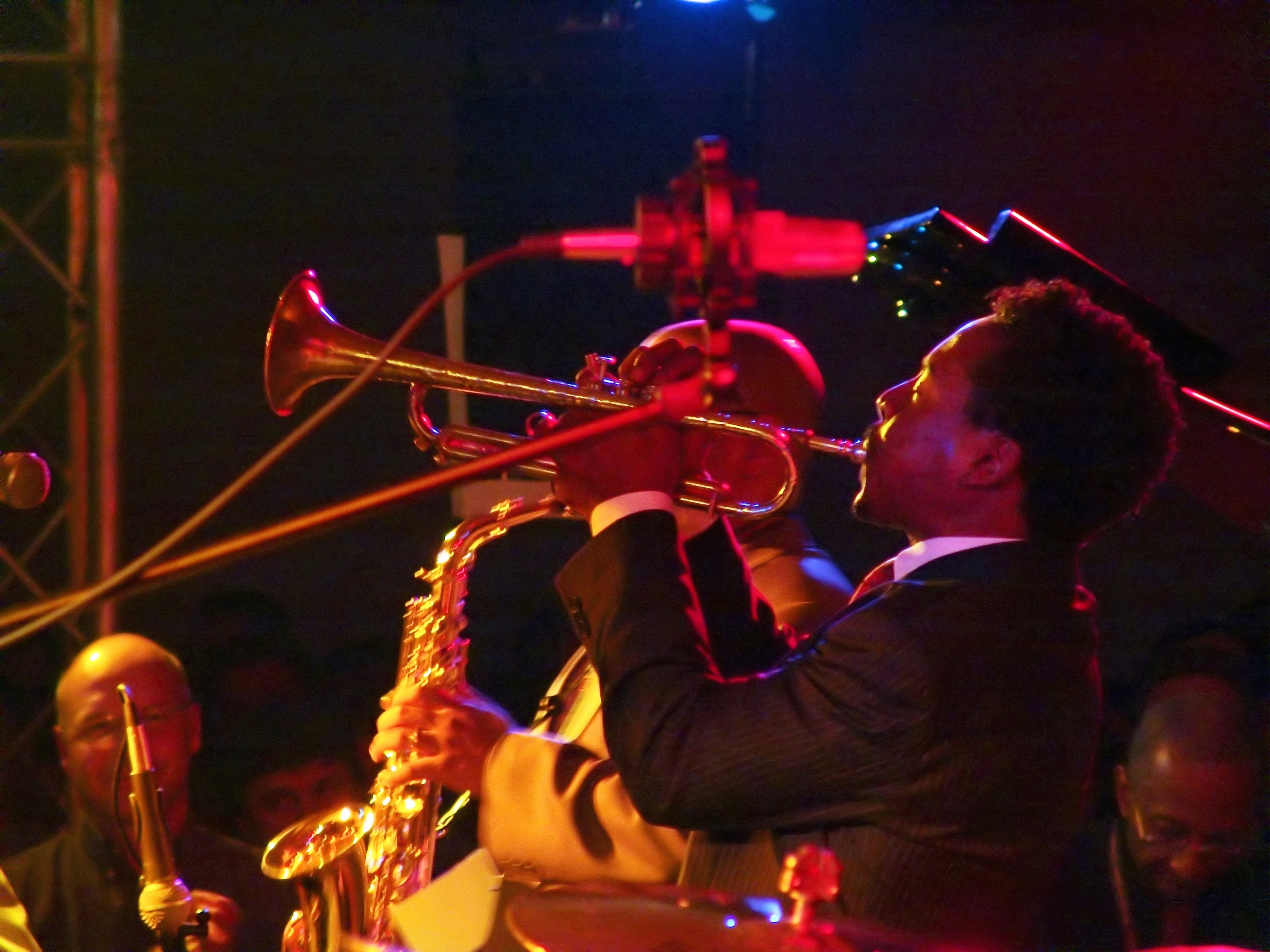
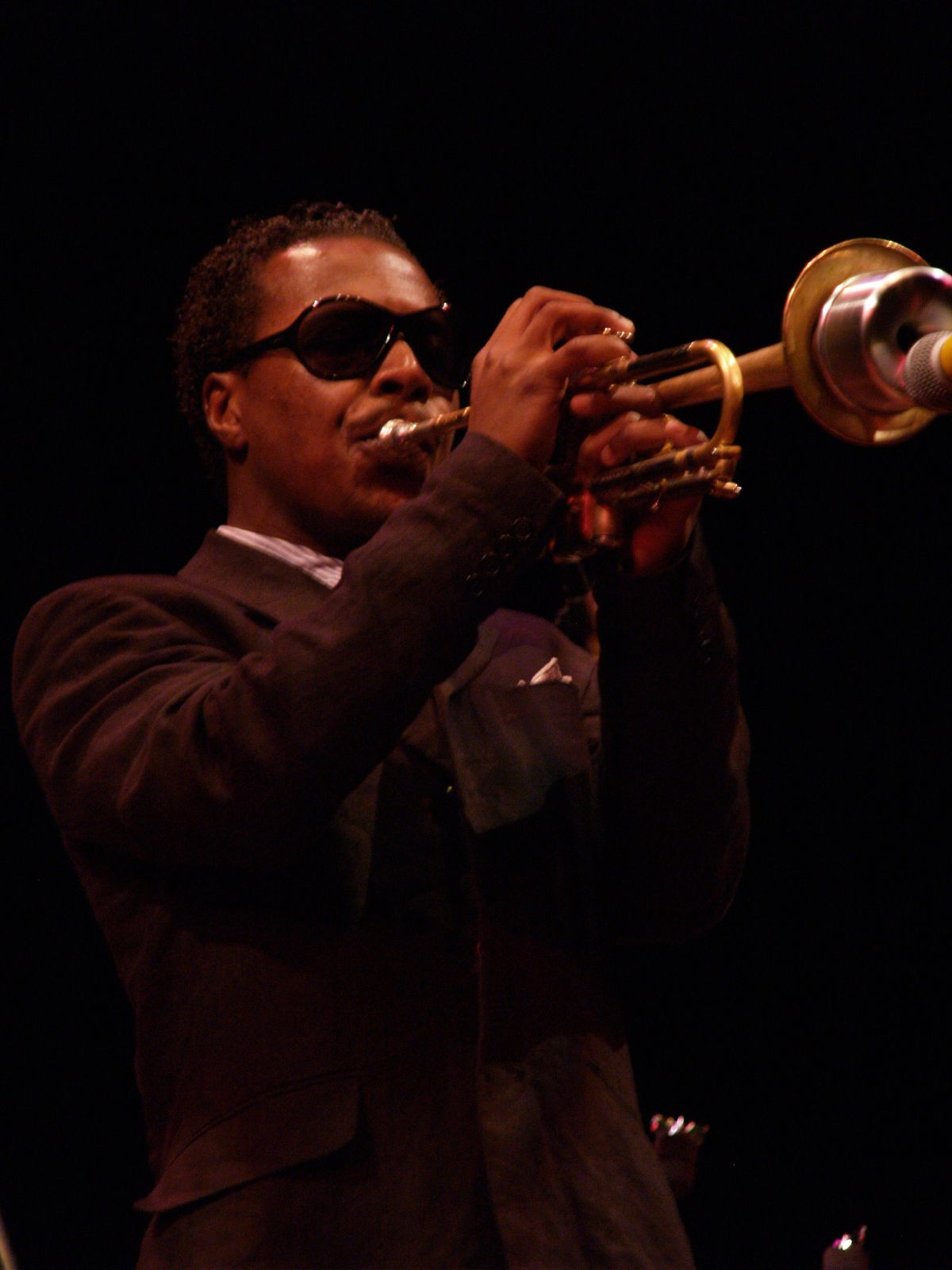
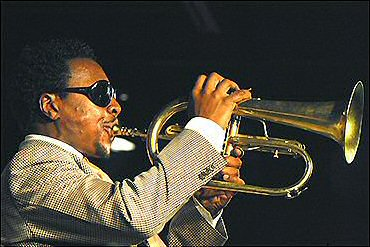
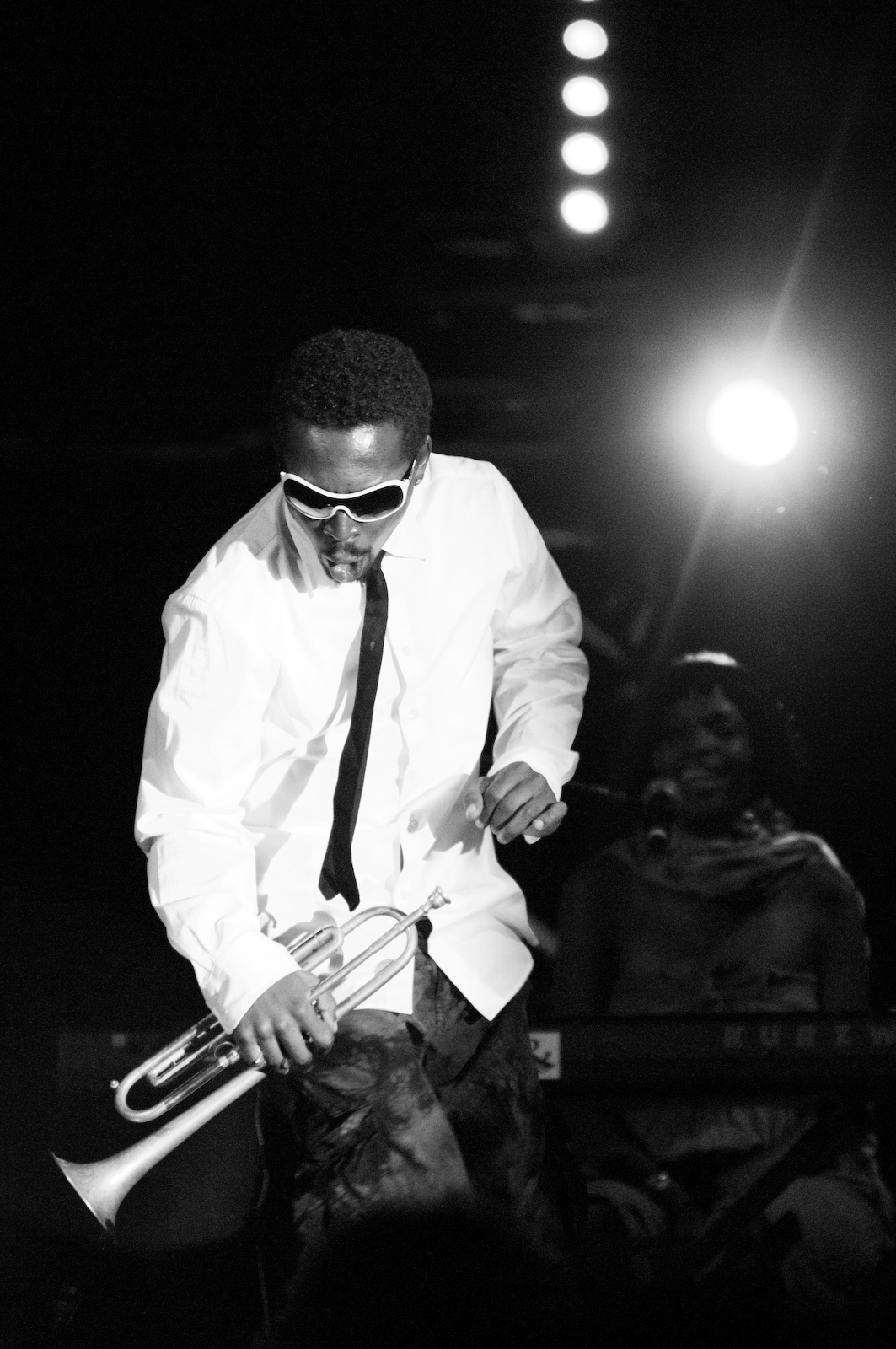
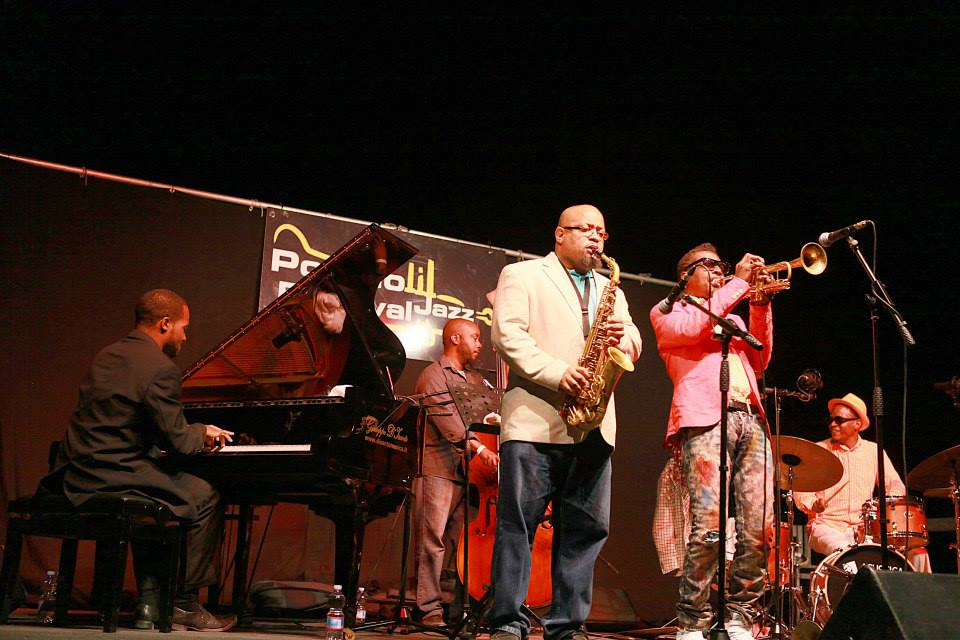
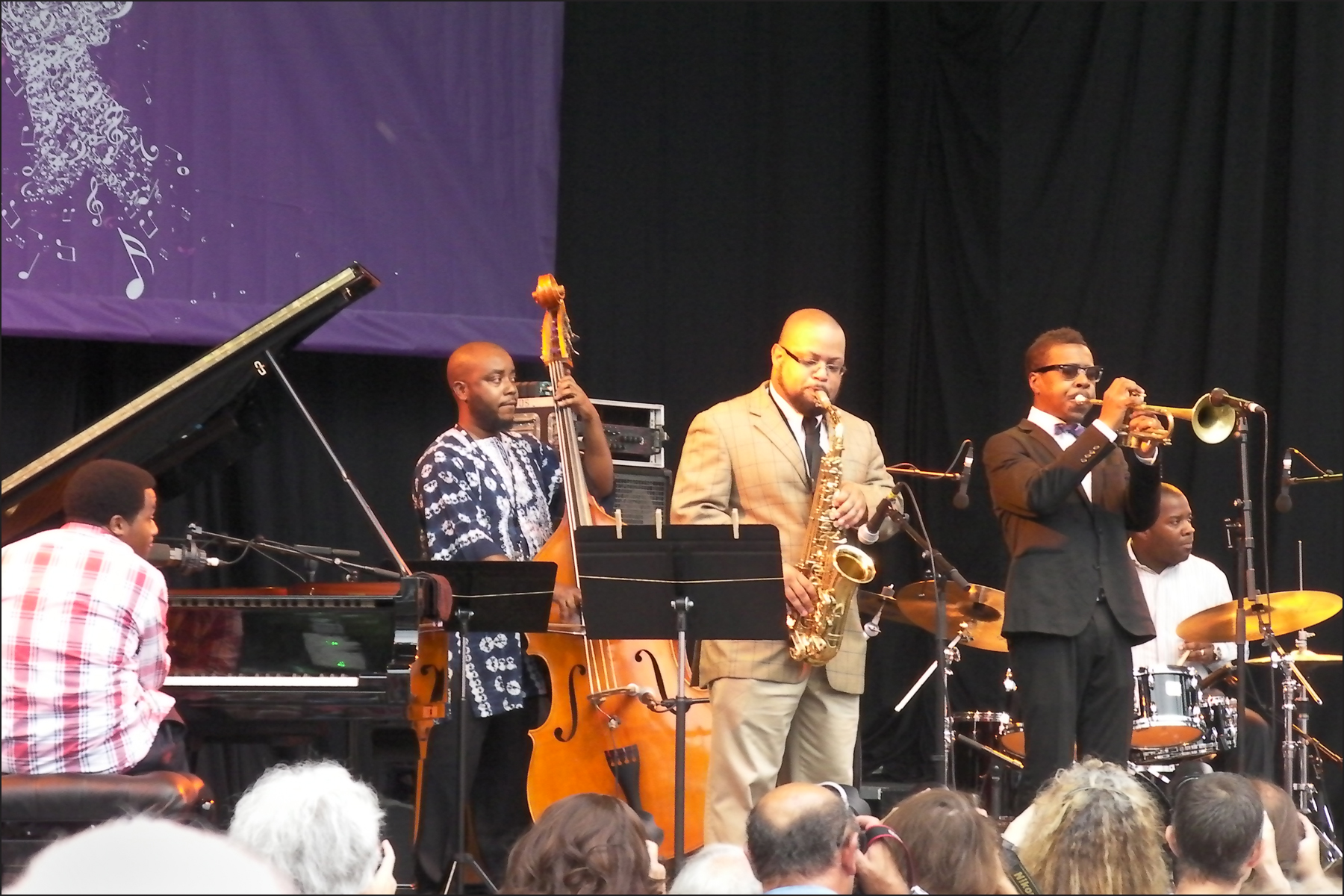